# Eleições estaduais em Minas Gerais em 1954
As eleições estaduais em Minas Gerais em 1954 ocorreram em 3 de outubro como parte das eleições gerais no Distrito Federal, em 20 estados e nos territórios federais do Acre, Amapá, Rondônia e Roraima. Foram eleitos os senadores Benedito Valadares e Lúcio Bittencourt, além de 39 deputados federais e 74 deputados estaduais.
Odontólogo diplomado na Universidade Federal de Minas Gerais, Benedito Valadares não exerceu a profissão e a seguir estudou na Universidade Federal do Rio de Janeiro onde formou-se advogado. Professor e inspetor de alunos durante sua passagem pela cidade do Rio de Janeiro, foi eleito vereador em Pará de Minas e deputado estadual antes da Revolução de 1930 e após a mesma ocupou a prefeitura e assumiu o controle do executivo municipal. Adversário da Revolução Constitucionalista de 1932, foi eleito deputado federal num pleito suplementar em 1933, foi nomeado interventor federal em Minas Gerais pelo presidente Getúlio Vargas em 15 de dezembro do ano em questão, cargo que manteve ao ser eleito governador por via indireta em 1935 e ao apoiar o Estado Novo dois anos mais tarde. Prócer na criação do PSD, elegeu-se deputado federal em 1945 e 1950, perdeu a eleição para senador em 1947, mas foi eleito para o referido cargo em 1954.
Nascido em Juiz de Fora, o advogado Lúcio Bittencourt é formado na Universidade Federal do Rio de Janeiro em 1932 com mestrado em Administração Pública na American University em 1946. No curso dos anos 1930 foi oficial do Tribunal de Justiça do Rio de Janeiro, juiz pretor e promotor de justiça na cidade do Rio de Janeiro, onde também trabalhou no Departamento Administrativo do Serviço Público e na Legião Brasileira de Assistência. Jornalista, dirigiu a Revista Forense e a Gazeta de Notícias, e foi professor na Universidade Federal de Minas Gerais. Fundador do PTB nos agonizes do Estado Novo, elegeu-se deputado federal em 1950 e senador em 1954. No ano seguinte empreendeu uma candidatura ao governo mineiro, mas tal jornada acabou quando o mesmo sofreu um acidente aéreo fatal durante a campanha.
Morto o titular, a vaga em aberto foi entregue a Lima Guimarães. Natural de Jequitibá, diplomou-se farmacêutico pela Escola de Farmácia da Universidade Federal de Ouro Preto, foi professor no Liceu Mineiro e formou-se advogado na Universidade Federal de Minas Gerais com atuação em Curvelo, onde se elegeu vereador via Partido Progressista em 1935. Fora da política em razão do Estado Novo, lecionou no magistério superior até seu regresso à vida política em 1947 na condição de deputado estadual via PTB, o qual presidiu em território mineiro. Jornalista, trabalhou em diferentes veículos de imprensa, dentre os quais o Diário de Minas, sendo eleito suplente de senador em 1954 e efetivado no ano seguinte por força do óbito do titular. Curiosamente faleceu no curso do mandato em 1960, tal como o seu antecessor cinco anos antes.

## Resultado da eleição para senador
Segundo o Tribunal Superior Eleitoral houve 2.272.537 votos nominais (73,66%), 774.453 votos em branco (25,10%) e 38.378 votos nulos (1,24%) resultando no comparecimento de 3.085.368 eleitores.
| Candidatos a senador da República | Candidatos a suplente de senador | Número | Coligação           | Votação | Percentual |
| --------------------------------- | -------------------------------- | ------ | ------------------- | ------- | ---------- |
| Benedito Valadares PSD            | Ver abaixo -                     | -      | PSD (sem coligação) | 761.006 | 33,49%     |
| Lúcio Bittencourt PTB             | Ver abaixo -                     | -      | PTB, PSB            | 529.492 | 23,30%     |
| João Franzen de Lima UDN          | Ver abaixo -                     | -      | UDN, PR             | 482.057 | 21,21%     |
| Abgar Renault PR                  | Ver abaixo -                     | -      | UDN, PR             | 468.817 | 20,63%     |
| Acácio Correia Dollabela PSP      | Ver abaixo -                     | -      | PSP (sem coligação) | 31.165  | 1,37%      |

## Resultado da eleição para suplente de senador
Segundo o Tribunal Superior Eleitoral houve 2.175.514 votos nominais (70,51%), 871.448 votos em branco (28,24%) e 38.406 votos nulos (1,25%) resultando no comparecimento de 3.085.368 eleitores.
| Candidatos a senador da República | Candidatos a suplente de senador    | Número | Coligação           | Votação | Percentual |
| --------------------------------- | ----------------------------------- | ------ | ------------------- | ------- | ---------- |
| Ver acima -                       | Olinto Fonseca PSD                  | -      | PSD (sem coligação) | 752.577 | 34,59%     |
| Ver acima -                       | Fidélis Reis UDN                    | -      | UDN, PR             | 476.360 | 21,90%     |
| Ver acima -                       | João Edmundo Caldeira Brant PR      | -      | UDN, PR             | 460.625 | 21,17%     |
| Ver acima -                       | Lima Guimarães PTB                  | -      | PTB, PSB            | 452.404 | 20,80%     |
| Ver acima -                       | João Teixeira de Carvalho Filho PSP | -      | PSP (sem coligação) | 31.001  | 1,42%      |
| Ver acima -                       | Palmyos Paixão Carneiro PSP         | -      | PSP (sem coligação) | 2.547   | 0,12%      |

## Deputados federais eleitos
São relacionados os candidatos eleitos com informações complementares da Câmara dos Deputados.

Representação eleita
  PSD: 18
  UDN: 10
  PTB: 5
  PR: 5
  PSP: 1

Fonteː
| Deputados federais eleitos | Partido | Votação | Percentual | Cidade onde nasceu     | Unidade federativa |
| Ovídio de Abreu            | PSD     | 41.764  |            | Pará de Minas          | Minas Gerais       |
| Olavo Bilac Pinto          | UDN     | 40.674  |            | Santa Rita do Sapucaí  | Minas Gerais       |
| José Maria Alkimim         | PSD     | 39.274  |            | Bocaiuva               | Minas Gerais       |
| Israel Pinheiro            | PSD     | 38.466  |            | Caeté                  | Minas Gerais       |
| Starling Soares            | PSD     | 34.362  |            | Alvinópolis            | Minas Gerais       |
| Magalhães Pinto            | UDN     | 33.924  |            | Santo Antônio do Monte | Minas Gerais       |
| Celso Murta                | PSD     | 33.060  |            | Araçuaí                | Minas Gerais       |
| Ilacir Lima                | PTB     | 30.769  |            | Vespasiano             | Minas Gerais       |
| Guilhermino de Oliveira    | PSD     | 30.278  |            | Belo Horizonte         | Minas Gerais       |
| Ultimo de Carvalho         | PSD     | 29.334  |            | Juiz de Fora           | Minas Gerais       |
| Milton Campos              | UDN     | 29.292  |            | Ponte Nova             | Minas Gerais       |
| Carlos Luz                 | PSD     | 29.280  |            | Três Corações          | Minas Gerais       |
| Bento Gonçalves            | PR      | 28.585  |            | Matozinhos             | Minas Gerais       |
| Nogueira da Gama           | PTB     | 28.545  |            | Cataguases             | Minas Gerais       |
| Oscar Dias Correia         | UDN     | 27.555  |            | Itaúna                 | Minas Gerais       |
| Vasconcelos Costa          | PSP     | 25.955  |            | Sete Lagoas            | Minas Gerais       |
| Euvaldo Lodi               | PSD     | 25.898  |            | Ouro Preto             | Minas Gerais       |
| José Bonifácio             | UDN     | 24.584  |            | Barbacena              | Minas Gerais       |
| Gustavo Capanema           | PSD     | 24.425  |            | Bocaiuva               | Minas Gerais       |
| Clemente Medrado           | PSD     | 23.939  |            | Pedra Azul             | Minas Gerais       |
| Afonso Arinos              | UDN     | 23.883  |            | Belo Horizonte         | Minas Gerais       |
| Otacílio Negrão de Lima    | PSD     | 22.158  |            | Lavras                 | Minas Gerais       |
| Artur Bernardes            | PR      | 21.761  |            | Viçosa                 | Minas Gerais       |
| Rondon Pacheco             | UDN     | 21.610  |            | Uberlândia             | Minas Gerais       |
| Pinheiro Chagas            | PSD     | 21.097  |            | Oliveira               | Minas Gerais       |
| Walter Athayde             | PTB     | 20.737  |            | Barbacena              | Minas Gerais       |
| Licurgo Leite              | UDN     | 20.055  |            | Muzambinho             | Minas Gerais       |
| Bias Fortes                | PSD     | 19.770  |            | Barbacena              | Minas Gerais       |
| Tristão da Cunha           | PR      | 19.487  |            | Teófilo Otoni          | Minas Gerais       |
| Esteves Rodrigues          | PR      | 19.388  |            | Sete Lagoas            | Minas Gerais       |
| Guilherme Machado          | UDN     | 19.223  |            | Guanhães               | Minas Gerais       |
| Mário Palmério             | PTB     | 18.854  |            | Monte Carmelo          | Minas Gerais       |
| Gabriel Passos             | UDN     | 18.109  |            | Itapecerica            | Minas Gerais       |
| Uriel Alvim                | PSD     | 16.739  |            | Belo Horizonte         | Minas Gerais       |
| Maurício de Andrade        | PSD     | 16.584  |            | Lavras                 | Minas Gerais       |
| Nogueira de Rezende        | PR      | 16.208  |            | Conselheiro Lafaiete   | Minas Gerais       |
| França Campos              | PSD     | 16.146  |            | Diamantina             | Minas Gerais       |
| Mendes de Sousa            | PTB     | 15.976  |            | Teófilo Otoni          | Minas Gerais       |
| Jaeder Albergaria          | PSD     | 15.249  |            | Caratinga              | Minas Gerais       |

## Deputados estaduais eleitos
Foram escolhidos 74 deputados estaduais para a Assembleia Legislativa de Minas Gerais.

Representação eleita
  PSD: 25
  PR: 14
  UDN: 12
  PTB: 11
  PST: 3
  PTN: 3
  PSP: 3
  PDC: 2
  PRP: 1

Fonteː
| Deputados estaduais eleitos | Partido | Votação | Percentual | Cidade onde nasceu   | Unidade federativa |
| Luiz Maranha                | PSD     | 14.570  |            |                      |                    |
| José Ribeiro Pena           | PSD     | 14.040  |            | Itapecerica          | Minas Gerais       |
| Waldomiro Lobo              | PTB     | 13.767  |            |                      |                    |
| José Fernandes Filho        | PSD     | 13.506  |            |                      |                    |
| Manoel de Almeida           | PSD     | 12.815  |            | Januária             | Minas Gerais       |
| Carlos Murilo               | PSD     | 12.608  |            | Diamantina           | Minas Gerais       |
| Otelino Sol                 | PSD     | 12.138  |            |                      |                    |
| Antônio Pimenta             | PSD     | 11.753  |            |                      |                    |
| Augusto de Figueiredo       | PSD     | 11.697  |            |                      |                    |
| João de Almeida             | PSD     | 11.590  |            |                      |                    |
| Emílio Vasconcelos          | PSD     | 11.542  |            | Sete Lagoas          | Minas Gerais       |
| Pedro Vidigal               | PSD     | 11.373  |            | Presidente Bernardes | Minas Gerais       |
| Castro Pires                | PSD     | 11.039  |            |                      |                    |
| José Augusto                | PSD     | 10.987  |            | Caeté                | Minas Gerais       |
| Gregoriano Canedo           | PR      | 10.963  |            |                      |                    |
| Sinval Siqueira             | PTB     | 10.937  |            |                      |                    |
| Álvaro Sales                | PSD     | 10.865  |            | Bonfim               | Minas Gerais       |
| Ozanam Coelho               | PSD     | 10.544  |            | Ubá                  | Minas Gerais       |
| Manoel Taveira              | UDN     | 10.463  |            | Alfenas              | Minas Gerais       |
| Clodesmidt Riani            | PTB     | 10.343  |            | Rio Casca            | Minas Gerais       |
| Osvaldo Pieruccetti         | UDN     | 10.295  |            | Patrocínio           | Minas Gerais       |
| Milton Sales                | UDN     | 10.092  |            |                      |                    |
| Eduardo Lucas               | PSD     | 9.976   |            |                      |                    |
| Fabrício Soares             | UDN     | 9.712   |            |                      |                    |
| José Chaves Ribeiro         | PSD     | 9.681   |            | Salinas              | Minas Gerais       |
| Oscar Moreira Júnior        | UDN     | 9.604   |            |                      |                    |
| Euclides Cintra             | PTB     | 9.570   |            |                      |                    |
| Soares Rocha                | PSD     | 9.536   |            |                      |                    |
| José Cabral                 | UDN     | 9.509   |            |                      |                    |
| Dnar Mendes                 | UDN     | 9.507   |            | Rio Pomba            | Minas Gerais       |
| Renato Azeredo              | PSD     | 9.505   |            | Sete Lagoas          | Minas Gerais       |
| Patrus de Souza             | PST     | 9.492   |            |                      |                    |
| Tubal Vilela                | PSD     | 9.127   |            |                      |                    |
| Paulo Campos                | UDN     | 9.062   |            | Pompéu               | Minas Gerais       |
| Autran Dourado              | PSD     | 8.992   |            |                      |                    |
| Teófilo Pires               | PR      | 8.947   |            | Coração de Jesus     | Minas Gerais       |
| Geraldo Landi               | PR      | 8.930   |            |                      |                    |
| João Herculino              | PTB     | 8.770   |            | Sete Lagoas          | Minas Gerais       |
| Juarez Carmo                | PR      | 8.679   |            |                      |                    |
| Mário Hugo Ladeira          | PR      | 8.641   |            | Rio Novo             | Minas Gerais       |
| Reni Rabelo                 | PSD     | 8.602   |            |                      |                    |
| Alcides Mosconi             | PSD     | 8.557   |            |                      |                    |
| Pio Canedo                  | PSD     | 8.373   |            | Muriaé               | Minas Gerais       |
| Walthon Goulart             | UDN     | 8.350   |            | Muriaé               | Minas Gerais       |
| Aécio Cunha                 | PR      | 8.264   |            | Teófilo Otoni        | Minas Gerais       |
| Theodosio Bandeira          | PSD     | 8.221   |            | Boa Esperança        | Minas Gerais       |
| Rafael Caio                 | UDN     | 8.103   |            | Guanhães             | Minas Gerais       |
| Moreira Júnior              | PTB     | 8.094   |            |                      |                    |
| Bolivar de Freitas          | PR      | 8.066   |            |                      |                    |
| José Raimundo               | PTB     | 7.965   |            | Belo Horizonte       | Minas Gerais       |
| Cândido Ulhoa               | PTB     | 7.959   |            |                      |                    |
| Milton Reis                 | PTN     | 7.852   |            | Pouso Alegre         | Minas Gerais       |
| Sebastião Anastácio         | PST     | 7.696   |            |                      |                    |
| Lourival Brasil             | PTN     | 7.501   |            | Estrela do Sul       | Minas Gerais       |
| Ataliba Mendes              | UDN     | 7.404   |            |                      |                    |
| Ulysses Escobar             | PR      | 7.257   |            |                      |                    |
| Horta Pereira               | UDN     | 7.159   |            | Belo Horizonte       | Minas Gerais       |
| Cyro Maciel                 | PR      | 7.055   |            | Piranga              | Minas Gerais       |
| Saulo Diniz                 | PTB     | 7.019   |            |                      |                    |
| Castellar Guimarães         | PTB     | 6.864   |            |                      |                    |
| Magalhães Carneiro          | PR      | 6.736   |            | Silvianópolis        | Minas Gerais       |
| Freitas Castro              | PR      | 6.577   |            | Ponte Nova           | Minas Gerais       |
| João Bello                  | PR      | 6.540   |            | Porciúncula          | Rio de Janeiro     |
| Hernani Maia                | PTB     | 6.486   |            | Rio de Janeiro       | Rio de Janeiro     |
| Antônio Pacheco Ribeiro     | PR      | 6.353   |            |                      |                    |
| Ely Franco Ribeiro          | PR      | 6.279   |            |                      |                    |
| Machado Coelho              | PDC     | 6.227   |            |                      |                    |
| Olavo Drummond              | PTN     | 6.090   |            | Araxá                | Minas Gerais       |
| Omar Diniz                  | PSP     | 6.032   |            | Ituiutaba            | Minas Gerais       |
| Gil Vilela                  | PDC     | 5.941   |            |                      |                    |
| Wilson Guimarães            | PST     | 5.532   |            |                      |                    |
| Fabio Pereira               | PRP     | 4.996   |            |                      |                    |
| Carlos Tavares              | PSP     | 3.752   |            | Patrocínio           | Minas Gerais       |
| Godofredo Prata             | PSP     | 3.664   |            |                      |                    |